# Florian le Roux
Florian Le Roux – francuski kierowca wyścigowy.

## Kariera
Le Roux rozpoczął karierę w wyścigach samochodowych w 2010 roku od startów w Formule Palmer Audi. Z dorobkiem 19 punktów uplasował się tam na 25 pozycji w klasyfikacji generalnej. Rok później pojawił się także w stawce Finałowej Serii Europejskiego Pucharu Formuły Renault 2.0 z hiszpańską ekipą EPIC Racing. W żadnym z dwunastu wyścigów, w których wystartował, nie zdołał jednak zdobyć punktów.

## Statystyki
| Sezon | Seria                                 | Zespół      | Wyścigi | Zwycięstwa | PP | NO | Podium | Punkty | Pozycja |
| ----- | ------------------------------------- | ----------- | ------- | ---------- | -- | -- | ------ | ------ | ------- |
| 2010  | Formuła Palmer Audi                   |             | 4       | 0          | 0  | 0  | 0      | 19     | 25      |
| 2011  | Europejski Puchar Formuły Renault 2.0 | EPIC Racing | 12      | 0          | 0  | 0  | 0      | 0      | 44      |